# Michael Maul

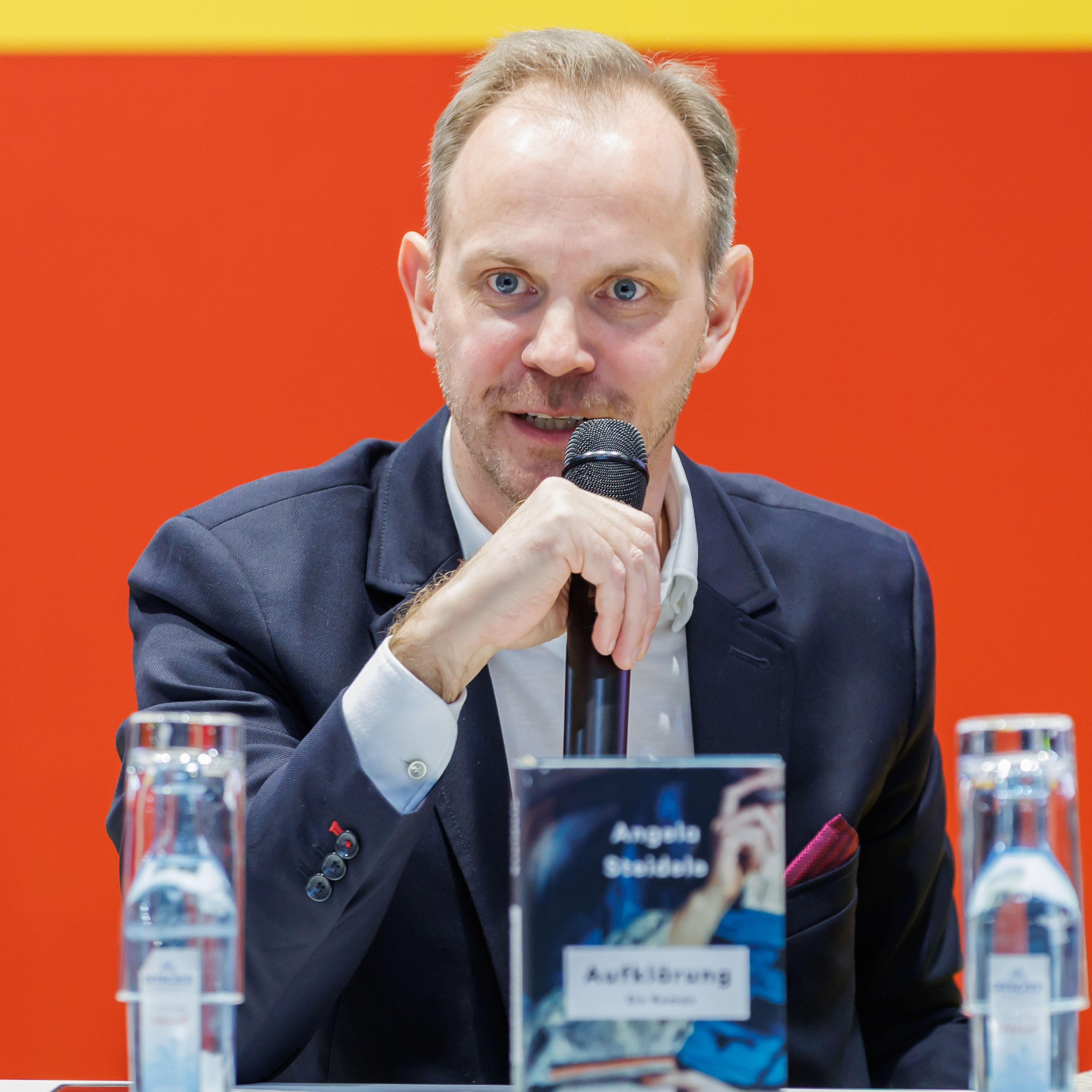
Michael Maul 2025 auf der Leipziger Buchmesse

Michael Maul (* 15. Februar 1978 in Leipzig) ist ein deutscher Musikwissenschaftler, Autor und Intendant des Bachfests Leipzig.

## Leben
Michael Maul ist der mittlere von drei Söhnen des Mathematik-Hochschuldozenten Johannes Maul († 1988) an der Universität Leipzig; sein jüngerer Bruder ist Sebastian Maul, Sänger und Cellist der Gruppe Stilbruch aus Leipzig.
Maul studierte in den Jahren 1997 bis 2002 in Leipzig Musikwissenschaft, Journalistik und Betriebswirtschaftslehre. An der Albert-Ludwigs-Universität in Freiburg im Breisgau promovierte er 2006 mit seiner Arbeit Barockoper in Leipzig (1693–1720), die 2007 mit dem Gerhart-Baumann-Preis für interdisziplinäre Literaturwissenschaft ausgezeichnet wurde. 2013 habilitierte er sich an der Martin-Luther-Universität Halle-Wittenberg mit einer Arbeit zur Geschichte des Leipziger Thomaskantorats, die 2015 vom Börsenverein des Deutschen Buchhandels und dem Auswärtigen Amt mit dem Geisteswissenschaften International – Preis zur Förderung der Übersetzung geisteswissenschaftlicher Werke prämiert wurde.

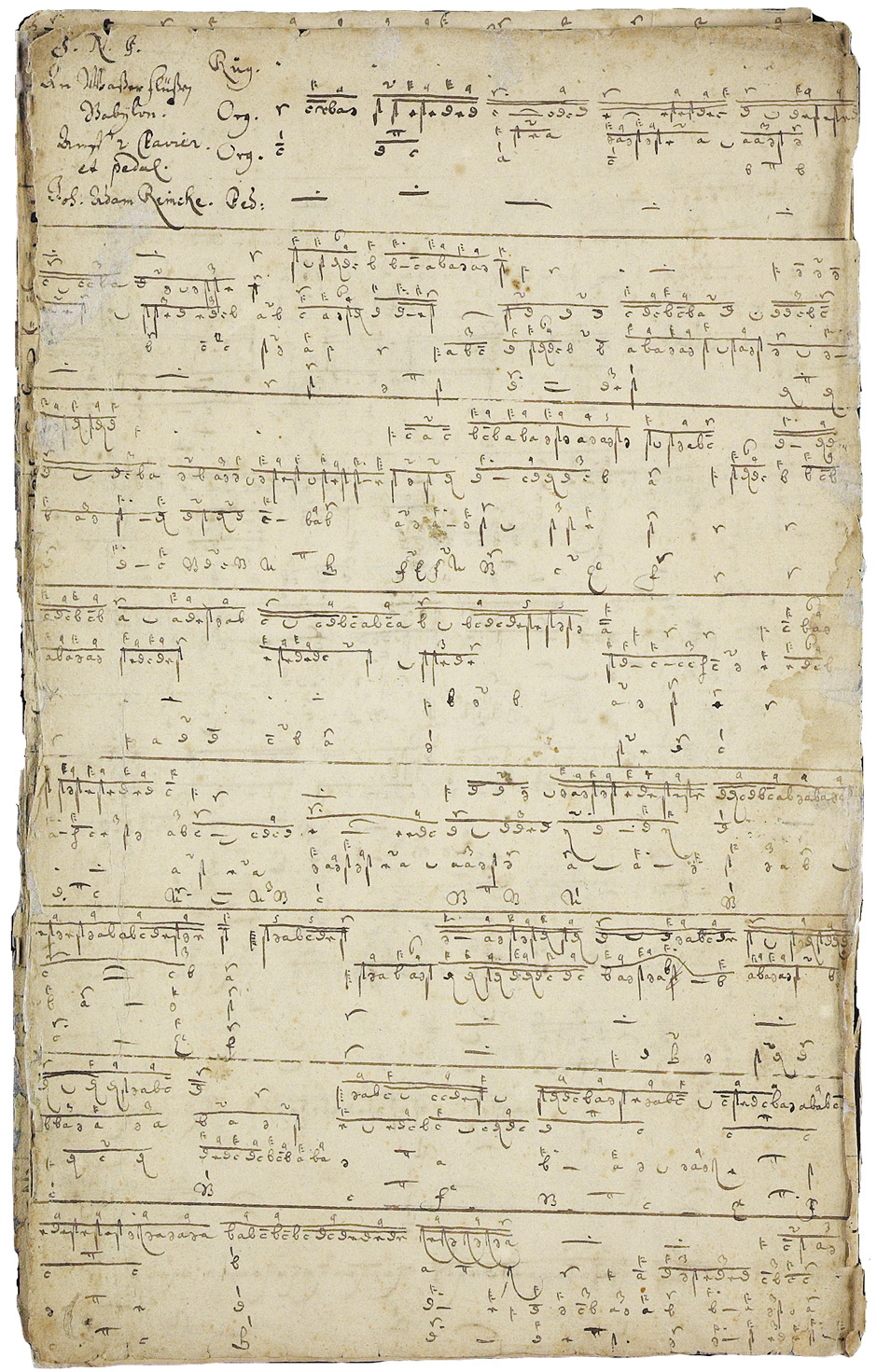
Bachs Kopie von Reinckens An Wasserflüssen Babylon

Seit 2002 ist Maul wissenschaftlicher Mitarbeiter am Bach-Archiv Leipzig. Hier widmet er sich der systematischen wissenschaftlichen Erschließung von Archiven in Mitteldeutschland und Osteuropa. Aus diesen Arbeiten erwuchsen diverse Veröffentlichungen und – teils spektakuläre – Entdeckungen: 2001 stieß Maul in Vilnius/Litauen auf die älteste erhaltene deutschsprachige Oper (Johann Sebastiani: Pastorello musicale, Königsberg 1663; hrsg. von Maul 2004, Erstaufführung beim Bachfest Leipzig 2017). Er identifizierte die Arien zu einer bis dahin unbekannten Oper von Georg Philipp Telemann (Germanicus, Leipzig 1704/10; rekonstruierte Fassung hrsg. von Maul erstaufgeführt beim Bachfest Leipzig 2007; szenisch am Opernhaus Osnabrück 2015).
International bekannt wurde Maul 2005 durch die Entdeckung der Arie Alles mit Gott und nichts ohn’ ihn BWV 1127 von Johann Sebastian Bach in der Herzogin Anna Amalia Bibliothek Weimar; dies war die erste Entdeckung eines unbekannten Bachschen Vokalwerks seit über 70 Jahren. 2006 stieß Maul, ebenfalls in der Herzogin Anna Amalia Bibliothek, auf die zuvor unbekannten frühesten erhaltenen Notenhandschriften Johann Sebastian Bachs, die sogenannte Weimarer Orgeltabulatur mit Abschriften der Choralfantasien Nun freut euch, lieben Christen g’mein von Dieterich Buxtehude BuxWV 210 und An Wasserflüssen Babylon von Johann Adam Reincken.
Maul ist außerplanmäßiger Professor im Fach Musikwissenschaft an der Martin-Luther-Universität Halle-Wittenberg und Lehrbeauftragter für Musikwissenschaft an der Universität Leipzig und der Hochschule für Musik und Theater „Felix Mendelssohn Bartholdy“ Leipzig. 2014/15 war er Visiting Professor am Peabody Institute of the Johns Hopkins University in Baltimore und 2015 Vertretungsprofessor an der Westfälischen Wilhelms-Universität Münster.
Maul wirkt regelmäßig als Autor von Radiosendungen für Deutschlandfunk Kultur. Hier präsentiert er seit 2017 mit seiner Sendereihe Universum JSB eine eigens für das Radio konzipierte Biographie Johann Sebastian Bachs. Seit 2020 produziert er gemeinsam mit Bernhard Schrammek für MDR Kultur die Podcast-Reihe Die Bach-Kantate mit Maul & Schrammek. Er ist Mitglied im Vorstand der Neuen Bachgesellschaft und im Präsidium von Mitteldeutsche Barockmusik in Sachsen, Sachsen-Anhalt und Thüringen e. V. (MBM).
Seit 2015 war Maul Dramaturg des Bachfests Leipzig, seit Mai 2018 ist er Intendant dieses Festivals. Für den Bachfest-Jahrgang 2018 und den darin erklungenen Kantaten-Ring wurde er als Persönlichkeit des Jahres mit dem Leipziger Tourismuspreis ausgezeichnet.

## Ehrungen
Für sein Werk J. S. Bach. »Wie wunderbar sind deine Werke!« erhält er 2025 den Gleim-Literaturpreis.

## Veröffentlichungen
- Musik und Musikpflege in Leipzig nach dem Dreißigjährigen Krieg (1645–1660). Ungedruckte Magisterarbeit, Leipzig 2001.
- Johann Sebastian Bach: Aria Alles mit Gott und nichts ohn’ ihn. Faksimile (= Documenta Musicologica. Reihe 2, 33). Bärenreiter, Kassel 2005, ISBN 3-7618-1870-X.
- Weimarer Orgeltabulatur: Die Frühesten Notenhandschriften Johann Sebastian Bachs sowie Abschriften seines Schülers Johann Martin Schubart. Faksimile und Übertragung (= Documenta Musicologica. Reihe 2, 39). Bärenreiter, Kassel 2007, ISBN 978-3-7618-1957-9.

## Bücher
- Barockoper in Leipzig (1693–1720). Rombach, Freiburg im Breisgau 2009, ISBN 978-3-7930-9584-2.
- „Dero berühmbter Chor“ – Die Leipziger Thomasschule und ihre Kantoren (1212–1804). Lehmstedt, Leipzig 2012, ISBN 978-3-942473-24-8.[4]
- Musikstadt Leipzig in Bildern: Von den Anfängen bis ins 18. Jahrhundert. Lehmstedt, Leipzig 2015, ISBN 978-3-942473-88-0.
- Bach: Eine Bildbiographie/A Pictorial Biography. Lehmstedt, Leipzig 2021, ISBN 978-3-95797-101-2.
- J. S. Bach. »Wie wunderbar sind deine Werke!«. Insel-Bücherei 1510, Berlin 2023, ISBN 978-3-458-19510-8.

## Veröffentlichungen im Web
- Universum JSB im Deutschlandfunk
- Die Bach-Kantate mit Maul & Schrammek